# Коцюбинський (зупинний пункт)
Коцюбинський (назва на інформаційній дошці — Коцюбинського) — пасажирський залізничний зупинний пункт Знам'янської дирекції Одеської залізниці.
Розташований у селищі Павлиш Онуфріївського району Кіровоградської області на дільниці Бурти — Користівка між зупинним пунктом 279 км (4,7 км) та станцією Павлиш (1,8 км). Між зупинними пунктами 279 км та Коцюбинський проходить межа Південної та Одеської залізниць.
Лінія була електрифікована 2008 року.

## Розташування
Зупинний пункт розташований у селищі Павлиш неподалік від ставу (водосховища) на річці Сухий Омельничок. До нього ведуть вулиці Поштова та Коцюбинського та провулок Коцюбинського.

## Споруди
Зупинний пункт обладнано двома бічними платформами з павільйонами для пасажирів.

## Пасажирське сполучення
Тут зупиняються приміські потяги (так звані робочі поїзди): Кременчук — Знам'янка, Кременчук — Павлиш, Передгірковий парк — Павлиш.

## Галерея

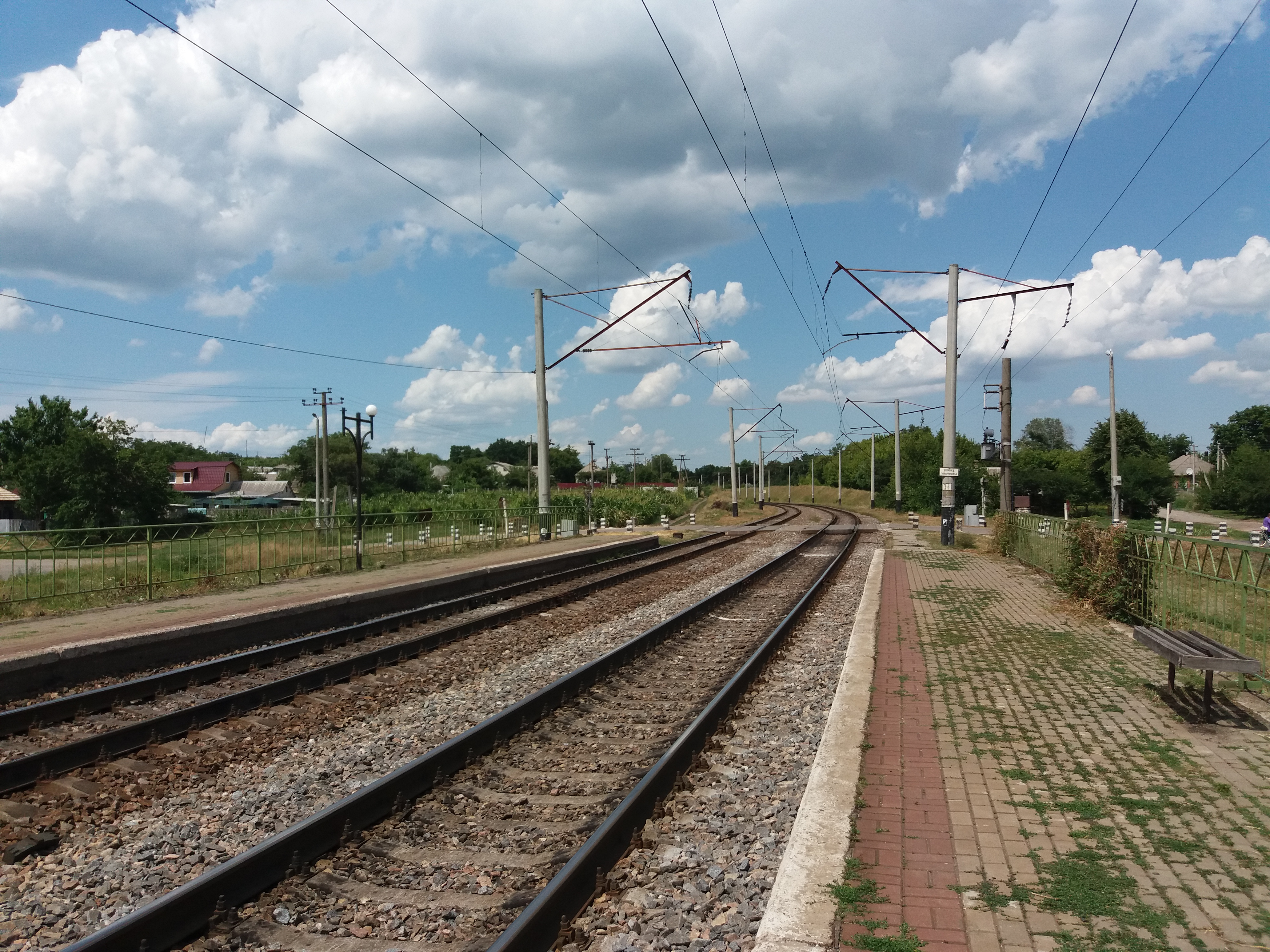
Вид у напрямку Буртів
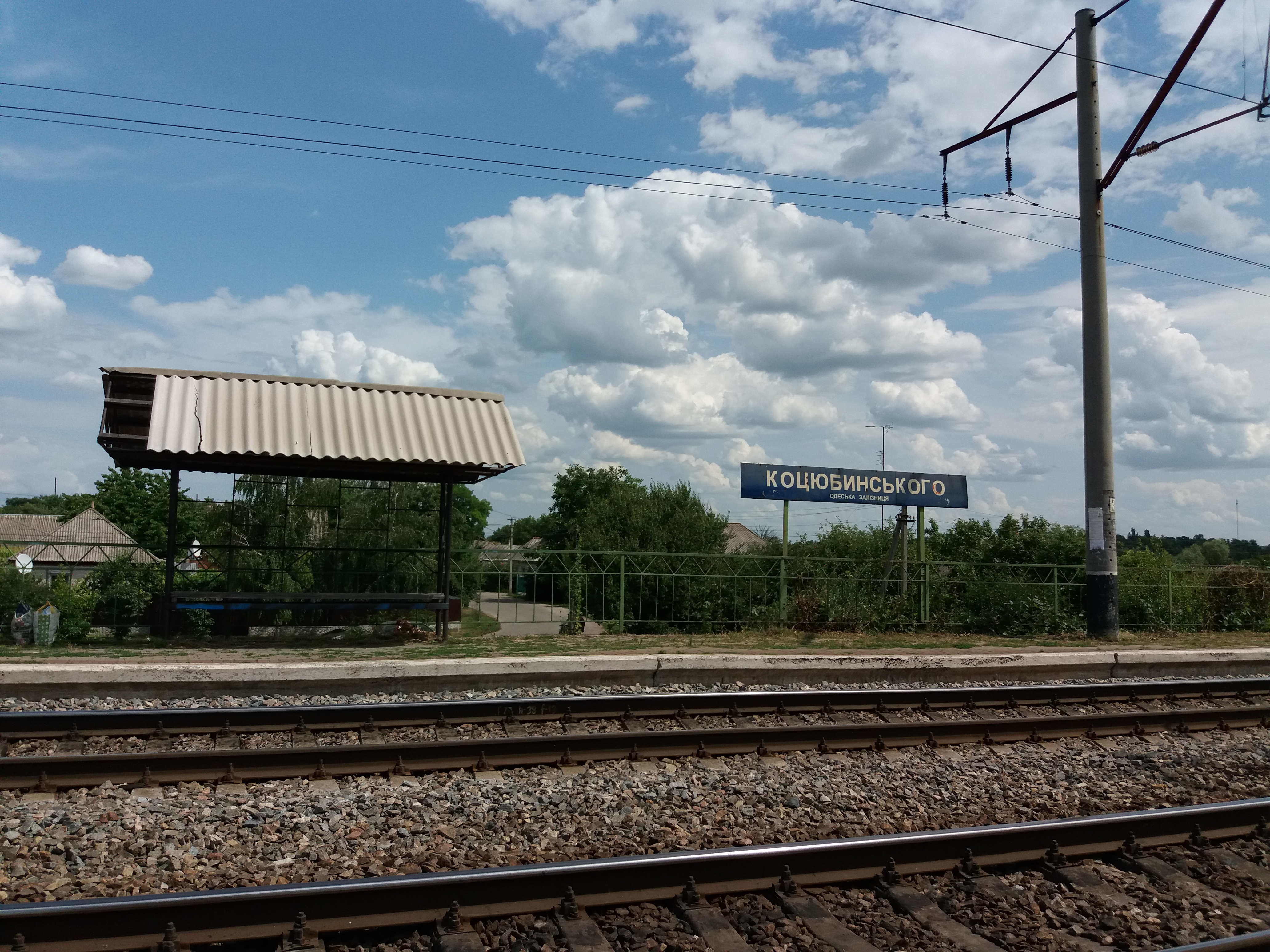
Вид на платформу напрямку на Бурти